# Turán Pál
Turán Pál (született Rosenfeld) (Budapest, 1910. augusztus 18. – Budapest, 1976. szeptember 26.) magyar matematikus, aki a számelmélet, a gráfelmélet és a klasszikus analízis területén ért el jelentős eredményeket.

## Élete
Zsidó származású családba született, családi nevük 1918-ig Rosenfeld volt, apja Béla (1880–1939) magánhivatalnokként dolgozott, anyja Beck Aranka (1888–1960). Gimnazistaként a Középiskolai Matematikai és Fizikai Lapok feladatmegoldója, míg egyetemistaként az Anonymus-csoport tagja volt. 1933-ban szerzett matematika-fizika szakos tanári diplomát a budapesti Pázmány Péter Tudományegyetemen. 1935-ben doktorált Fejér Lipótnál. Állást nem sikerült kapnia. Korrepetálásból tartotta fenn magát 1938-ig, ekkor helyettes tanárként alkalmazta a budapesti izraelita gimnázium. 1939. május 20-án Budapesten, az Erzsébetvárosban házasságra lépett Kóbor Zsigmond és Mártony Klára lányával, Edittel. A háború alatt munkaszolgálatra vonultatták be. 1949-től haláláig az ELTE professzora. Az MTA levelező (1948), rendes (1953) tagja. Több matematikai folyóirat szerkesztőbizottságában volt tag (Acta Arithmetica, Journal of Number Theory, Archiv für Mathematik, Matematikai Lapok).
Széles körű volt számelméleti munkássága; foglalkozott egész számok sorozatainak additív tulajdonságaival, additív függvények értékeinek és a számtani haladványokban előforduló prímek eloszlásával, hatványösszegekkel, a zéta- és L-függvény zérushelyeivel. Foglalkozott csoportok és partíciók statisztikai tulajdonságaival is.
Legfontosabb eredményei: Kidolgozta, majd széleskörűen alkalmazta a hatványösszegmódszert, amely, bár a Riemann-sejtés igazolásához nem vezetett el, számos eredményt adott az analitikus számelméletben és általában az analízisben. Elsőként alkalmazott valószínűségszámítási módszereket a számelméletben. Erdős Pál kutatótársa és jó barátja volt, számos cikket írtak együtt a legkülönbözőbb témákban. Egyik fontos közös kutatási témájuk az approximációelmélet volt. Híres a Legendre-polinomokra vonatkozó Turán-féle egyenlőtlenség és sokat idézik a Turán-féle gráftételt is. Második felesége, T. Sós Vera szintén matematikus, a Magyar Tudományos Akadémia tagja.
Ő költötte át Rényi Alfréd mondását a kávéról és a matematikusról:
"Ez a kávé olyan gyenge, hogy csak lemmákhoz jó."

## Díjai, elismerései
- Kossuth-díj (1949, 1952)
- Szele Tibor-emlékérem (1975)

## Emlékezete

### Turán Pál-emlékelőadás
A Turán-emlékelőadást Erdős Pál és T. Sós Vera hozta létre. Minden évben egy kiemelkedő, rendszerint Turán témakörében dolgozó matematikus három előadást tart a Rényi Matematikai Intézetben eredményeiről. Az első előadó Alan Baker (1980) volt, a második Klaus Roth (1981).

### Turán Pál-díj

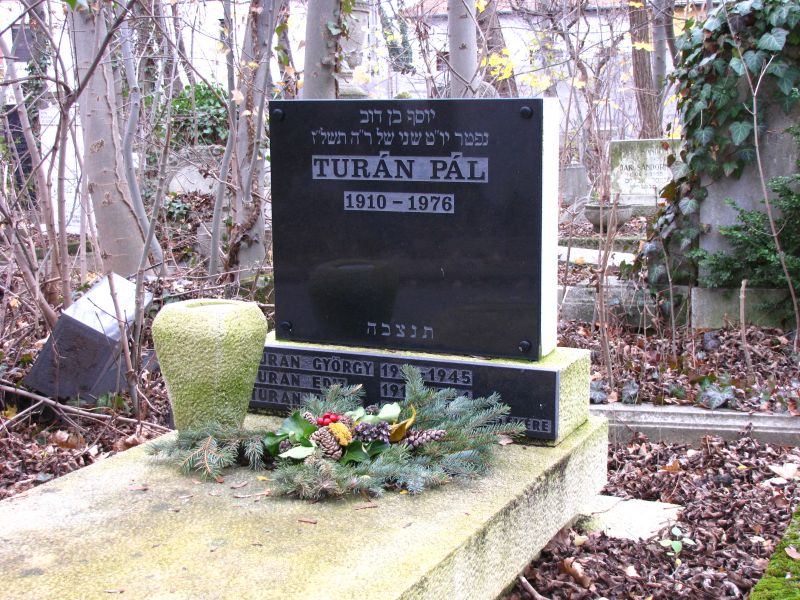
Sírja a Farkasréti izraelita temetőben 2013-ban (C1-12-1)

Pintz János kezdeményezésére a Magyar Tudományos Akadémia matematikai osztálya 2006-ban Turán Pál-díjat hozott létre a „matematikában, elsősorban a Turán Pál által művelt tudományágak és annak alkalmazásai területén elért kimagasló tudományos eredmények” díjazására. A díjban évente egy, negyven évesnél fiatalabb magyar állampolgár részesülhet. A díj összege 100 000 forint. A díjat nem kaphatják az Alexits György-díj, az Erdős Pál-díj és a Gyires Béla-díj kitüntetettjei. A díj először 2007-ben került kiosztásra. Díjazottak: Hajdu Lajos (2007), Harcos Gergely (2008), Szamuely Tamás (2009).

### Egyéb
Nevét viseli az 547398 Turánpál kisbolygó.